# Forcipomyia canicularis
Forcipomyia canicularis är en tvåvingeart som beskrevs av Maurice Emile Marie Goetghebuer 1948. Forcipomyia canicularis ingår i släktet Forcipomyia och familjen svidknott. Inga underarter finns listade i Catalogue of Life.